# Pachycereus weberi
Pachycereus weberi là một loài thực vật có hoa trong họ Cactaceae. Loài này được (J.M.Coult) Backeb. mô tả khoa học đầu tiên năm 1960.

## Hình ảnh

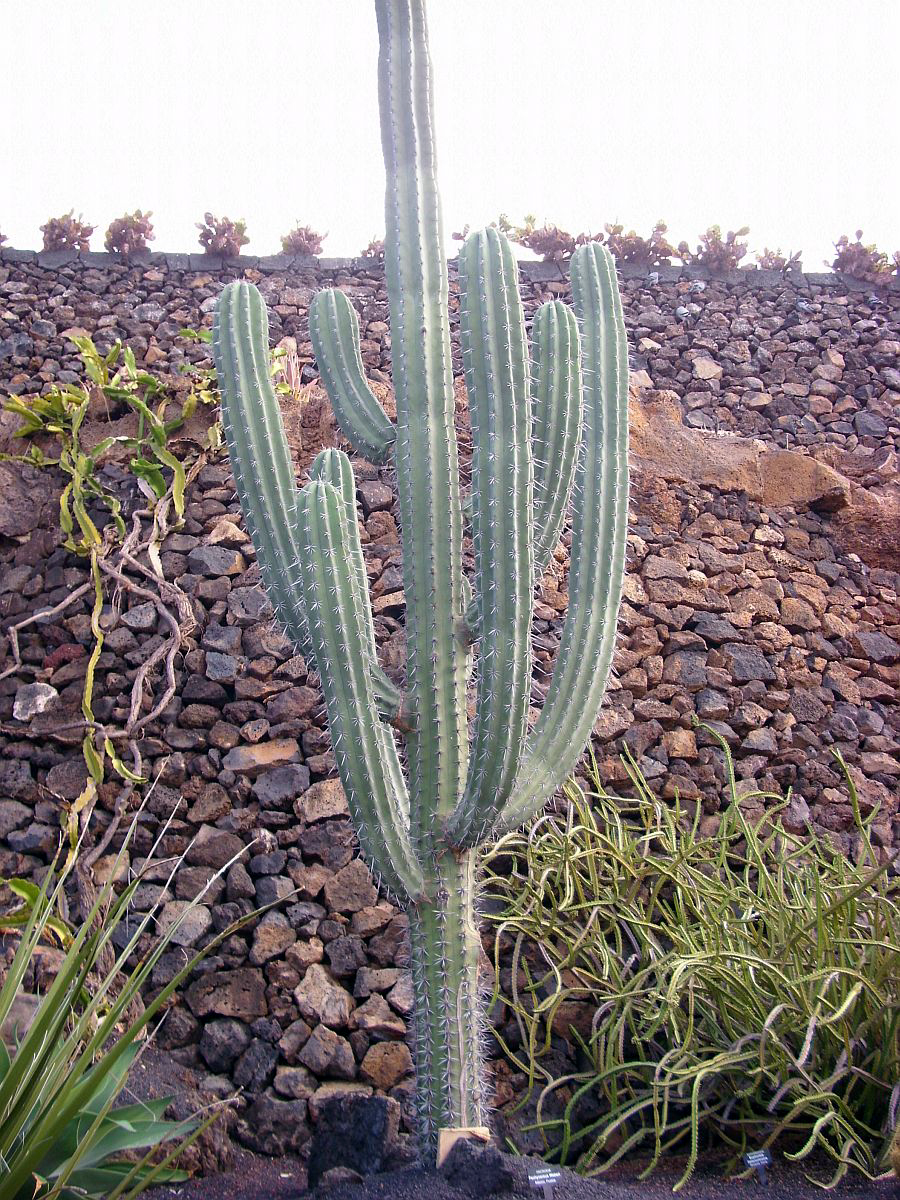
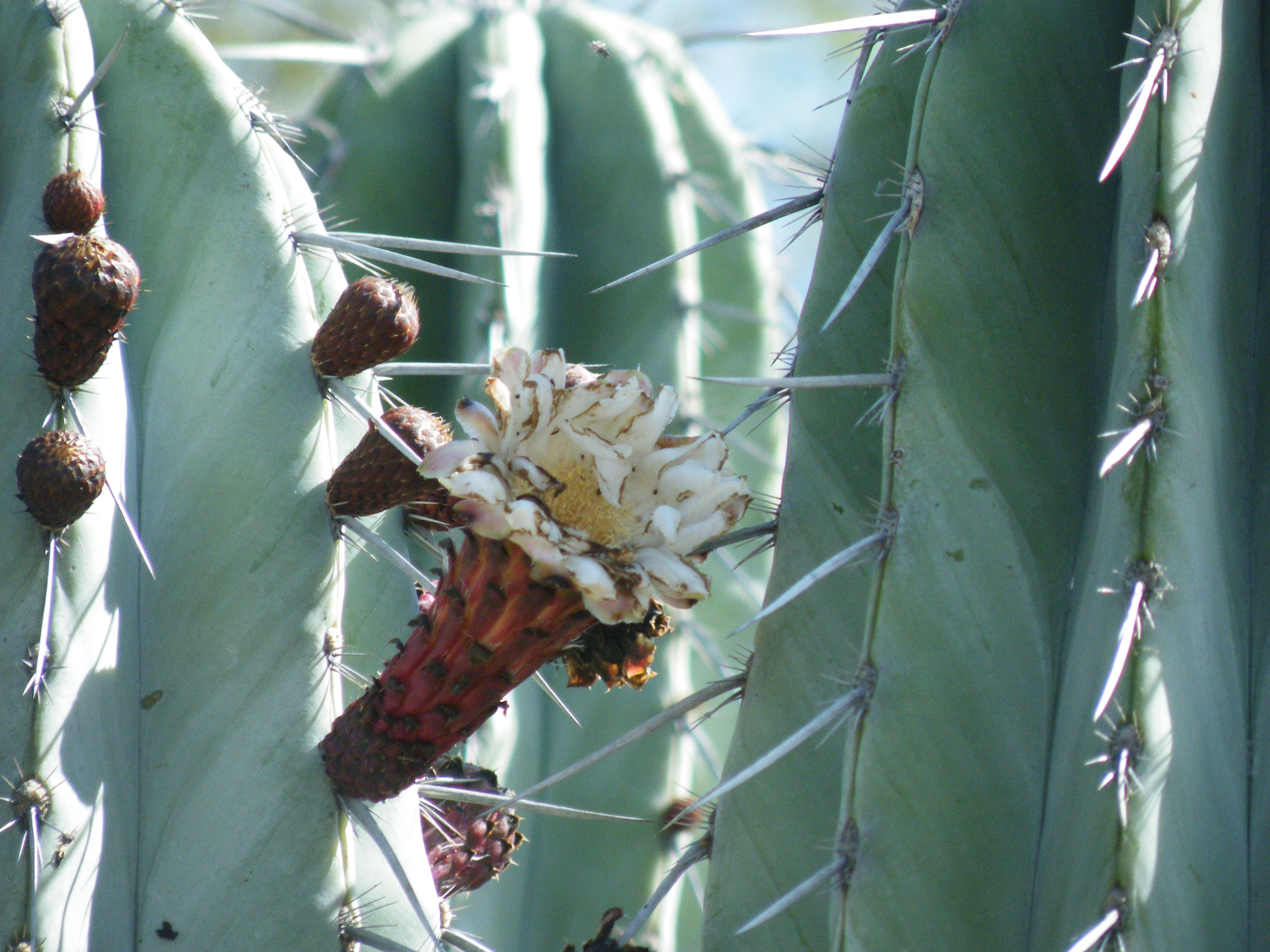
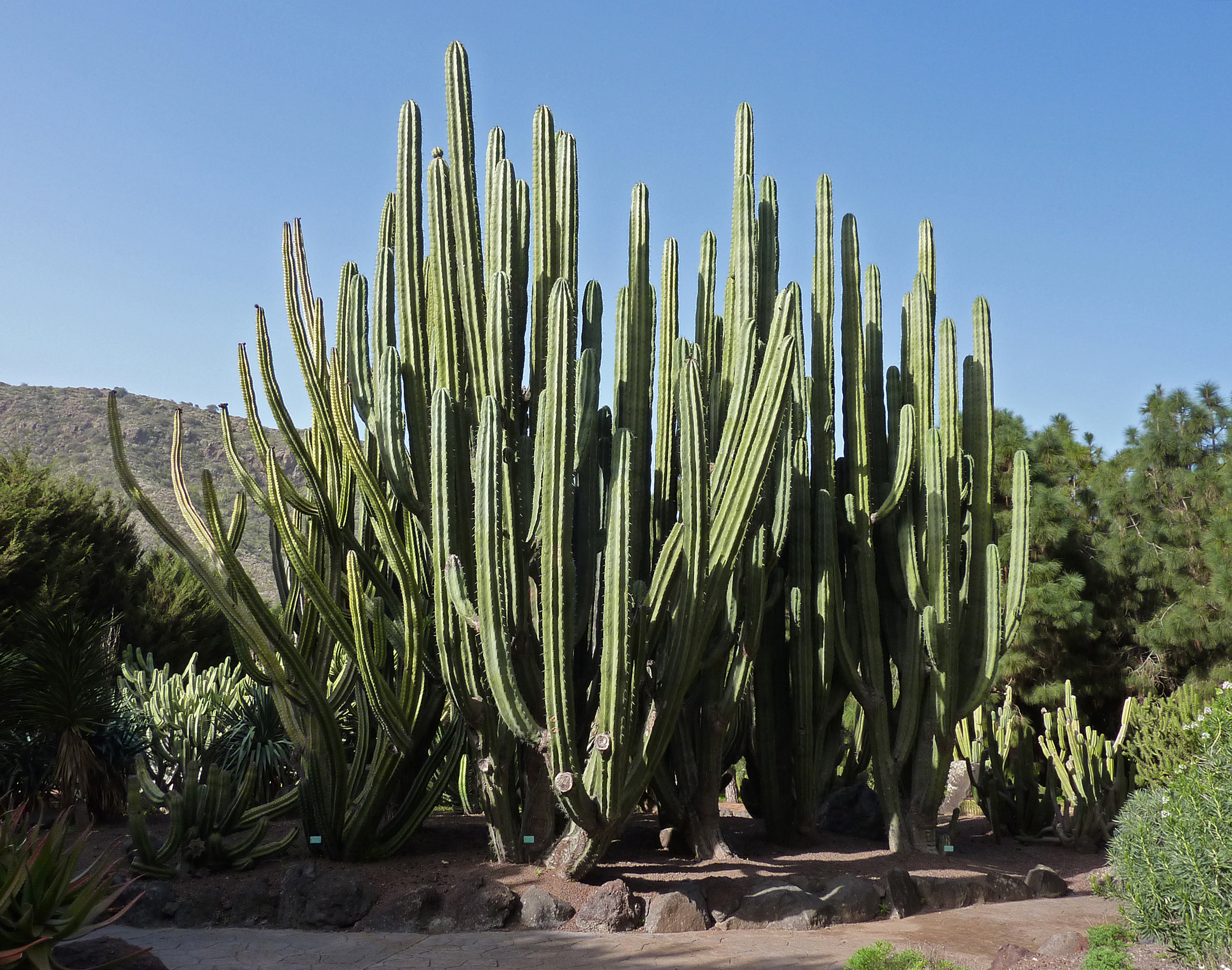